# Xerolenta spiruloides
Xerolenta spiruloides е вид охлюв от семейство Hygromiidae. Видът не е застрашен от изчезване.

## Разпространение
Разпространен е в България, Гърция и Румъния.

## Описание
Популацията на вида е стабилна.